# NGC 1188
NGC 1188 è una galassia lenticolare situata nella costellazione dell'Eridano, a una distanza di circa 117 milioni di anni luce dalla nostra Via Lattea.

## Scoperta
La galassia è stata scoperta il 2 dicembre 1885 dall'astronomo statunitense Francis Leavenworth.